# WTA冠軍錦標賽
WTA冠軍錦標賽(WTA Tournament of Champions)，又被稱作WTA小年終賽，是一項WTA巡迴賽。第一屆的比賽網羅索尼愛立信WTA巡迴賽的頂尖球員和產生次級巡迴賽新的冠軍，這項賽事只有單打項目，賽制為12位女子球員循環賽與最後半決賽與決賽的淘汰賽（每四小組組各有三名球員，只有一位球員晉級最後單淘汰制的半決賽和決賽），並提供60萬美元獎金和如果是奪得三個或以上的國際級巡迴賽事冠軍則是100萬美元獎金。在第二屆賽事後，賽制只有8位女子選手，經過四場淘汰賽後，只有一位球員晉級四強，在剩下的四位女子球員將爭奪第一，第二，第三和第四名的獎金。本賽事是取代了原在巴厘島聯邦銀行網球精英賽（第三級錦標賽）。
2009年這屆賽事，10位排名最高的球員至少在賽季中奪得一個國際級賽事冠軍，在這賽季中有入圍而沒有參加多哈WTA巡迴賽總決賽，以及發兩張外卡。2010年這屆賽事，只有排名前8名女子球員有參賽資格，不過賽委會有可能選擇的外卡球員取代即定參賽球員。如果奪冠的球員之中在賽季中奪得三個國際級賽事，除了原有的獎金外還可額外獲得100百萬美元的獎金。
在2009至2011年這段期間，聯邦銀行錦標賽舉辦在峇里島。

## 場館
| 城市              | 年        | 場館                                 | 表面 | 容納人數 |
| ----------------- | --------- | ------------------------------------ | ---- | -------- |
| 印度尼西亞 峇里島 | 2009–2011 | Bali International Convention Centre | 硬地 | 8,000    |
| 索菲亞            | 2012–2014 | Armeets Arena                        | 硬地 | 13,545   |

## 歷屆冠軍

### 單打
| 主辦國 | 年份 | 冠軍            | 亞軍                     | 決賽比分      |
| ------ | ---- | --------------- | ------------------------ | ------------- |
| 巴厘島 | 2009 | 阿拉瓦內·雷扎伊 | 瑪麗昂·巴托莉            | 7-5, 退賽     |
| 巴厘島 | 2010 | 安娜·伊萬諾維奇 | 阿麗莎·克萊班諾娃        | 6-2, 7-65     |
| 巴厘島 | 2011 | 安娜·伊萬諾維奇 | 安娜貝爾·梅迪娜·加里格斯 | 6–3, 6–0      |
| 索菲亞 | 2012 | 娜佳·彼得罗娃   | 卡洛琳·瓦芝妮雅琪        | 6–2, 6–1      |
| 索菲亞 | 2013 | Simona Halep    | Samantha Stosur          | 2–6, 6–2, 6–2 |

## 外部連結
- 官方網站 （页面存档备份，存于）